# Michal Dlouhý (herec)
Michal Dlouhý (* 29. září 1968 Praha) je český herec, bratr herce Vladimíra Dlouhého.

## Herecká kariéra
Jako dětský herec se objevil i v Kachyňových filmech – například v poetickém snímku z pražského Žižkova Lásky mezi kapkami deště (1979).
Po absolutoriu pražské konzervatoře v roce 1989 byl až do roku 2001 bez stálého divadelního angažmá, od roku 2001 osm let působil v souboru pražského Činoherního klubu, krátce pak ve smíchovském Švandově divadle. Po celou dobu své profesní kariéry hostuje na jevištích pražských scén (Národní divadlo, Divadlo Na zábradlí, Městská divadla pražská, Divadlo Kalich), několik let účinkoval také v rámci Letních shakespearovských slavností na Pražském hradě (1998 Macbeth, 2000 Zkrocení zlé ženy, 2006 Othello).
Patří k úspěšným i oblíbeným filmovým, televizním a výrazným dabingovým hercům, nadaboval například Brada Pitta, Keana Reevse nebo Bena Afflecka.
V roce 2007 se objevil v druhé sérii taneční soutěže StarDance ...když hvězdy tančí, kde vytvořil taneční pár známý jako „Myšáci“ s drobnou tanečnicí Michaelou Gatěkovou. V průběhu hvězdné soutěže se stal také poprvé otcem. Jeho ženě Zuzaně se narodila prvorozená dcera Anička. V roce 2010, den po úmrtí bratra Vladimíra Dlouhého, se narodila druhá dcera Karolínka.

## Divadelní role, výběr
- 1997 William Shakespeare: Zkrocení zlé ženy, Christopher Sly, Činoherní klub, režie Michal Lang
- 2019 Daniel Hrbek: Smrt mu sluší, Bob Barrel, Švandovo Divadlo, režie Daniel Hrbek

## Filmografie

### Film
- 1976 Léto s kovbojem – Láďa, Honzův bratr
- 1979 Lásky mezi kapkami deště – Kajda-kluk
- 1980 Cukrová bouda – Ondra
- 1981 Jako zajíci – Michal Souček
- 1983 Putování Jana Amose – mladý Komenský
- 1985 Tisícročná včela – Karol
- 1985 Tísňové volání – Pavel
- 1990 Divoká svině – Dvořák
- 1990 Zkouškové období – Biceps
- 1992 Černí baroni – desátník Fišer, velitel družstva
- 1994 V erbu lvice – zpěváček
- 1995 Jak chutná smrt – JUDr. Brener
- 1996 Do nebíčka – otec
- 2003 Zůstane to mezi námi – Michal
- 2005 Sametoví vrazi – Karel Hrubeš
- 2009 T.M.A. – Viktor
- 2010 Kajínek – Lejčko
- 2010 Hranaři – Malý
- 2012 Kozí příběh se sýrem
- 2013 Kandidát – Jazva
- 2025 Kouzlo derby – komentátor Pavel Deák

### Televize
- 1974 Hračičkové a drak
- 1975 Bohoušův syn – Konvalinkův syn
- 1976 Sedm pater pro tisíc přání
- 1976 Hračičkové a kůň Převalského
- 1989 Strašidlo Cantervillské – Cecil
- 1989 V meste plnom dáždnikov – Tomáš
- 1990 A Village Romeo and Juliet / Romeo a Julie na vsi (TV opera) – Sali
- 1990 Žabí král – princ
- 1991 Dno
- 1991 Dveře
- 1991 Královský život otroka
- 1991 Kruh
- 1991 Mládí na prodej
- 1991 O třech stříbrných hřebenech
- 1991 Osudné dveře
- 1991 Pacholátko
- 1991 Princezna Duše
- 1991 Tvrz
- 1991 Usmívat se, prosím – Petr
- 1991 Volavka
- 1992 Jaké vlasy má Zlatovláska
- 1992 Lady Macbeth von Mzensk / Lady Macbeth z Mcenského újezdu (TV opera) – Sergej
- 1992 O myrtové panně – princ z Porcelánie
- 1992 O vodníkovi a housličkách
- 1992 Zamilovaná – učitel Petr Honz
- 1993 Modrý pták – král Šarmán
- 1993 Sedmero krkavců – Vratislav
- 1994 Televize
- 1996 Malé velké gatě
- 1996 O sirotkovi z Radhoště – Michal
- 1997 Princezna za tři koruny
- 1997 Smolař (z cyklu Bakaláři)
- 1997 Žofín, ostrov vzpomínek a snů (Zima)
- 1998 Genij vlasti
- 1998 Já a Karel (z cyklu Bakaláři)
- 1998 Ošklivá princezna – princ Lumír
- 1999 Paní Piperová zasahuje – Godard
- 1999 Pravdivý příběh Antonie Pařízkové, lehké holky s dobrým srdcem
- 1999 Přepadení – Igor
- 1999 O princezně z Rimini
- 2001 Královský slib – sousední král Michal
- 2001 Věrní abonenti
- 2001 Takový slušný člověk
- 2003 Stín viny – Don Saxby
- 2005 Každý den karneval
- 2006 Swingtime – major
- 2007 Muž a stín
- 2009 Sněžná noc – Rast
- 2010 Domina – kpt. Petr Brouček

### Televizní seriály
- 1979 Die Magermilchbande (SRN)
- 1984 My všichni školou povinní – žák
- 1985 Třetí patro – učeň
- 1989 Dobrodružství kriminalistiky (7. Rekonstrukce) – důstojník Henry
- 1992 Co teď a co potom? – Honza
- 1992 Hříchy pro pátera Knoxe (epizoda Ženské za volantem)
- 1992 Přítelkyně z domu smutku – vyšetřovatel
- 1993 Dobrodružství kriminalistiky (22. Hon na rozhlasových vlnách) – Adam Hobday
- 1994 Detektiv Martin Tomsa – (epizoda Bratři)
- 1995 Když se slunci nedaří – MUDr. Komárek
- 1996 Život na zámku – Milan Malík
- 1997 Hříšní lidé města brněnského (4. Hluboká propast) – Jáchym Kroupa
- 1998 Na lavici obžalovaných justice (9. Radost mladé soudkyně) – Ivan Kresta
- 1998 Tři králové – Fredy
- 2000 Případy detektivní kanceláře Ostrozrak – kameraman Zelenka
- 2002 Černí baroni – Černík
- 2005 Strážce duší (epizoda Maska smrti)
- 2006 To nevymyslíš! (epizoda Šaty) – Evžen
- 2006 Poslední sezóna – Telecký, majitel Olympu
- 2008 Soukromé pasti – Filip
- 2008 Expozitura – Hemský
- 2013 Sanitka 2 – Bláha
- 2013 České století – plukovník Emil Strankmüller
- 2013 Cirkus Bukowsky
- 2015 Mamon
- 2015 Labyrint
- 2017 Bohéma – Zdeněk Štěpánek
- 2017 Četníci z Luhačovic
- 2017 Kapitán Exner – kapitán Exner

## Práce pro rozhlas
- 1993 Václava Ledvinková: A pak že nejsou hastrmani. Na motivy pohádky Jana Drdy pro rozhlas napsala Václava Ledvinková. Hudba Tomáš Vránek. Dramaturgie Eva Košlerová. Režie Karel Weinlich. Účinkují: Michal Dlouhý, Jiří Langmajer, Vlastimil Brodský, František Němec, Sylva Sequensová, Alois Švehlík, Antonín Molčík, Pavel Pípal, Ladislav Mrkvička, Tereza Duchková, Václav Neckář, Mirko Musil, Antonín Hardt, Gaston Šubert, Pavel Karbusický a Jiřina Inka Šecová.[5]
- 2019 Neil Simon: Apartmá v hotelu Plaza, třídílné rozhlasové zpracování (1. díl: Host z lepších kruhů, 2. díl: Host z Hollywoodu, 3. díl: Svatební hosté), Překlad: Ivo T. Havlů, hudba: Kryštof Marek, dramaturg: Martin Velíšek, režie: Dimitrij Dudík, premiéra: 29. 12. 2019, hrají: Bára Hrzánová, Igor Bareš, Jan Battěk, Andrea Elsnerová, Lucie Pernetová, Michal Dlouhý, Zuzana Slavíková, Marek Holý, Václav Kopta.[6]